# Palácio Presidencial Nicolau Lobato

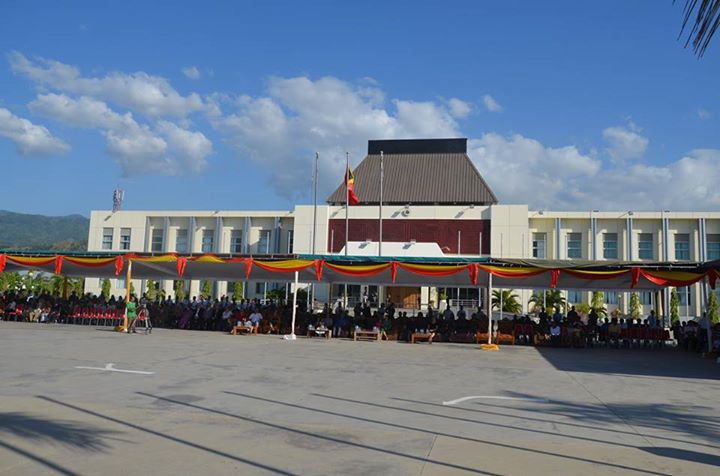
Vista do palácio

O Palácio Presidencial Nicolau Lobato é o palácio do presidente da República Democrática de Timor-Leste.

## História
A pedra fundamental da construção foi lançada em 2 de julho de 2007 e em abril de 2009 o palácio já estava concluído e a inauguração ocorreu em 27 de agosto de 2009 e foi uma obra dos chineses ao governo de Timor-Leste e homenageia Nicolau Lobato, um herói nacional timorense. Anteriormente o presidente despachava no Palácio das Cinzas.